# Bokovsky (huyện)
Huyện Bokovsky (tiếng Nga: ? райо́н) là một huyện hành chính tự quản (raion), của Tỉnh Rostov, Nga. Huyện có diện tích 1901 km². Trung tâm của huyện đóng ở Bokovskaya.